# Club Náutico Mercury Bay
El Club Náutico Mercury Bay (MBBC por las iniciales de su nombre en idioma inglés, Mercury Bay Boating Club) es un club náutico privado situado en Whitianga, población de la Isla Norte de Nueva Zelanda.

## Historia
El club saltó a la fama en 1988, cuando Michael Fay presentó un desafío en nombre de este pequeño club náutico a la Copa América de Vela, convirtiéndolo en Club desafiante en la 27ª edición de dicha competición. Michael Fay como armador y Bruce Farr, como diseñador del yate, construyeron una embarcación de 27,43 metros de eslora y 46,78 metros de mástil, que ha pasado a la historia con el apodo de Big Boat, aunque su verdadero nombre era "New Zealand KZ1" (KZ 1). Tras perder ante el "Stars and Stripes" (US 1) del club defensor, el Club de Yates de San Diego, el yate fue donado al Museo Marítimo Nacional de Nueva Zelanda, y se encuentra expuesto en el Viaduct Basin de Auckland.